# District de Jánoshalma
Le district de Jánoshalma (en hongrois : Jánoshalmai járás) est un 11 districts du comitat de Bács-Kiskun en Hongrie. Créé en 2013, il rassemble 5 localités dont Jánoshalma, le chef-lieu du district.
Cette entité existait déjà auparavant, sous le nom de Jánoshalmi járás. Elle a été créée au début du XXe siècle puis supprimée lors de la réforme territoriale de 1950.

## Localités
| Nom        | Statut  | Superficie (km²) | Population (2013) |
| ---------- | ------- | ---------------- | ----------------- |
| Borota     | Commune | 81,80            | 1 432             |
| Jánoshalma | Ville   | 132,21           | 8 941             |
| Kéleshalom | Commune | 61,63            | 453               |
| Mélykút    | Ville   | 123,46           | 5 165             |
| Rém        | Commune | 39,93            | 1 306             |